# Fiddlers Three (Agatha Christie-színdarab)
A Fiddlers Three Agatha Christie 1971-ben bemutatott színdarabja, melyet eredetileg Bristolban mutatták be 1971-ben, akkor még Fiddler's Five címmel. Christie a bemutató után továbbdolgozta a szövegkönyvet, egybevont két szereplőt, majd 1972-ben újra kiadta a művet, ezúttal már Fiddlers Three címen.
Ez Agatha Christie legutolsó színdarabja, mely nem a tőle megszokott krimi vonalat követi, hanem sokkal inkább fekete komédia. A cselekménye sokkal inkább poénnal és kifinomult humorral, semmint sokkoló részletekkel tűzdelt, ám a Christie-féle tetőpont és fordulat természetesen így sem marad el.
Színpadon Magyarországon még nem került bemutatásra.

## Szereplők
- Gina Jones
- Sally Blunt
- Sam Fletcher
- Felix Bogusian
- Henry Panhacker
- Jonathan Panhacker
- An Air Hostess
- Dr. Nolan
- A Waiter
- Mr. Trustcott
- Mr. Moss

## Szinopszis
Egy csoport fiatal, annak reményében, hogy jókora örökségre tehetnek szert, elrejti egy iparmágnás holttestét. Ám az egyszerű csínynek indult húzások azonban hamar komolyra fordul, amint kiderül, hogy a holttest valójában gyilkosság áldozata lett.
Christie egyik egyedülálló krimi-vígjátékában helyet kap a humor, az üzlet és a pénzügy világa, valamint természetesen a gyilkosság és a gyilkos leleplezése is.